# 科威特國家男子足球隊
科威特國家足球隊是科威特的男子足球代表隊，由科威特足球協會負責管轄。
雖然科威特在對陣弱隊的比賽大部分都取得大勝，但對如澳大利亞這種類型的強隊，科威特都處於下風。
科威特的球衣贊助商是。

## 歷史
科威特國家足球隊曾經進入過一次世界盃足球賽決賽周。在西班牙主辦的1982年世界盃足球賽，他們成功在外圍賽第二輪壓倒中國和沙地阿拉伯，以次輪首名與次名的紐西蘭晉身世界盃決賽周。在1982年世界盃決賽周中，科威特首圈分組賽被編排和捷克斯洛伐克、英格蘭和法國同組，科威特以1-1賽和捷克斯洛伐克，但是分別以1-4和0-1敗給法國和英格蘭，首圈出局。在與法國隊的比賽中，法國隊在臨完場前領先3-1，當時法國球員馬克西姆·波錫在沒有科威特球員上前攔截的情況下為法國隊攻入第四球，但科威特球員指他們聽到裁判結束比賽的哨音，才沒有阻止法國隊的進攻。蘇聯籍裁判Stupar Miroslav表示沒有鳴笛完場，本來打算判法國的入球有效，科威特隊選手和職員馬上向裁判抗議，科威特足球協會主席Fahad Al-Ahmed Al-Jaber Al-Sabah王子甚至跳入場內。後來裁判當場改判這個入球無效，比賽結果為法國勝3-1。隨後國際足球總會更改了判決，判定法國第4個入球有效，賽果也改為法國勝4-1，並對跳入球場內抗議的Fahad Al-Ahmed Al-Jaber Al-Sabah王子判罰8000英磅。
不過自1982年世界杯之後，科威特至今仍未再次晉級世界杯決賽周。在2010年、2014年、2018年和2022年世界盃外圍賽，科威特已連續四屆在首輪分組賽出局。
科威特在上世紀七、八十年代在亞洲杯足球賽也有傑出的表現，他們在1972年首次打進決賽周，之後便在1976、1980、1984和1996的比賽進入前四強，在1976和1980的比賽均打入決賽，並在1980年的決賽，以3-0擊敗南韓贏得首個亞洲杯冠軍。可惜其後科威特在亞洲杯表現一般，2007年早在外圍賽已被淘汰，2011年及2015年雖打入決賽周，但皆在分組初賽三戰全敗小組末席出局。科威特因會藉被國際足協取消，未能參與2019年亞洲杯足球賽，而在2023年亞洲盃，科威科更在外圍賽出局，連續兩屆缺席亞洲盃決賽周。
科威特曾經於2000年亞洲杯外圍賽以20-0大破不丹，打破當時國際賽最大比數的紀錄，直到翌年澳大利亞以31-0大破美屬薩摩亞才將紀錄取代。同時科威特曾經參加1980年莫斯科奧運會，該國的青年隊也參與1992年巴塞隆納奧運會和2000年雪梨奧運會。
因科威特國家足球隊在2015年至2017年被禁賽超過兩年，在2022年世界盃足球賽的第二輪外圍賽成為第四檔球隊，他們在主場分別以7-0和9-0大勝尼泊爾和中華臺北，之後分別以1-0和2-1小勝上述兩支球隊，但主客場皆0-0戰平約旦和主客場皆0-3敗給澳洲，失分太多的科威特雖取得小組次名，但未能成為五支最佳小組次名球隊，連續四屆在首輪分組賽出局，在2026年國際足協世界盃外圍賽的第二轮外围赛与卡塔爾國家足球隊、印度國家足球隊和阿富汗國家男子足球隊同组，最后以2胜1平3败时隔14年再次晋级第三轮外围赛。科威特在第三圈外圍賽與南韓、約旦、伊拉克、阿曼以及巴勒斯坦同組，十場比賽只取得五和五負一場不勝的成績，小組位列末席出局。

### 停權
科威特足球隊曾多次因科威特政府被指干涉科威特足協運作，而被國際足協禁賽。
2007年10月30日，科威特足協因為被指政府干涉，被國際足協取消會籍個多星期。2008年10月24日，科威特足協因未能及時進行新一屆的選舉，再次被國際足協取消會籍兩個月。科威特足協會籍被取消期間，科威特國家足球隊及科威特聯賽球隊，皆被禁止參加國際賽。
2015年10月16日，因國際足協不承認科威特通過的最新體育法，科威特足協會籍再次被取消，當時正值2018年世界杯亞洲區第二圈外圍賽進行期間，科威特國家足球隊亦因此被禁止繼續參賽。同時科威特國家足球隊的世界排名亦因整整一年沒有進行任何國際賽，至2016年10月下滑至211會員國中的第167名，甚至被2016年5月3日才加入國際足協的科索沃所超越。
2017年1月，因國際足協尚未恢復科威特足協的會籍，科威特國家足球隊喪失2019年亞洲盃外圍賽第三圈賽事的參賽資格。
2017年12月6日，科威特通過符合國際足協要求的新體育法，國際足協隨即恢復科威特足協會籍，科威特國家足球隊可參與國際賽事。因球隊超過兩年缺席所有國際賽，國際排名已跌至第189名。

## 世界盃成績
| 世界盃參賽紀錄 | 世界盃參賽紀錄 | 世界盃參賽紀錄 | 世界盃參賽紀錄 | 世界盃參賽紀錄 | 世界盃參賽紀錄 | 世界盃參賽紀錄 | 世界盃參賽紀錄 | 世界盃參賽紀錄 |            |
| 年份           | 最終成績       | 總排名         | 場數           | 勝             | 和*            | 負             | 入球           | 失球           |            |
| -------------- | -------------- | -------------- | -------------- | -------------- | -------------- | -------------- | -------------- | -------------- | ---------- |
| 1930年         | 沒有參與       | 沒有參與       | 沒有參與       | 沒有參與       | 沒有參與       | 沒有參與       | 沒有參與       | 沒有參與       |            |
| 1934年         | 沒有參與       | 沒有參與       | 沒有參與       | 沒有參與       | 沒有參與       | 沒有參與       | 沒有參與       | 沒有參與       |            |
| 1938年         | 沒有參與       | 沒有參與       | 沒有參與       | 沒有參與       | 沒有參與       | 沒有參與       | 沒有參與       | 沒有參與       |            |
| 1950年         | 沒有參與       | 沒有參與       | 沒有參與       | 沒有參與       | 沒有參與       | 沒有參與       | 沒有參與       | 沒有參與       |            |
| 1954年         | 沒有參與       | 沒有參與       | 沒有參與       | 沒有參與       | 沒有參與       | 沒有參與       | 沒有參與       | 沒有參與       |            |
| 1958年         | 沒有參與       | 沒有參與       | 沒有參與       | 沒有參與       | 沒有參與       | 沒有參與       | 沒有參與       | 沒有參與       |            |
| 1962年         | 沒有參與       | 沒有參與       | 沒有參與       | 沒有參與       | 沒有參與       | 沒有參與       | 沒有參與       | 沒有參與       |            |
| 1966年         | 沒有參與       | 沒有參與       | 沒有參與       | 沒有參與       | 沒有參與       | 沒有參與       | 沒有參與       | 沒有參與       |            |
| 1970年         | 沒有參與       | 沒有參與       | 沒有參與       | 沒有參與       | 沒有參與       | 沒有參與       | 沒有參與       | 沒有參與       |            |
| 1974年         | 沒有參與       | 沒有參與       | 沒有參與       | 沒有參與       | 沒有參與       | 沒有參與       | 沒有參與       | 沒有參與       |            |
| 1978年         | 外圍賽出局     | 外圍賽出局     | 外圍賽出局     | 外圍賽出局     | 外圍賽出局     | 外圍賽出局     | 外圍賽出局     | 外圍賽出局     | 外圍賽出局 |
| 1982年         | 第一圈         | 21             | 3              | 0              | 1              | 2              | 2              | 6              |            |
| 1986年         | 外圍賽出局     | 外圍賽出局     | 外圍賽出局     | 外圍賽出局     | 外圍賽出局     | 外圍賽出局     | 外圍賽出局     | 外圍賽出局     | 外圍賽出局 |
| 1990年         | 外圍賽出局     | 外圍賽出局     | 外圍賽出局     | 外圍賽出局     | 外圍賽出局     | 外圍賽出局     | 外圍賽出局     | 外圍賽出局     | 外圍賽出局 |
| 1994年         | 外圍賽出局     | 外圍賽出局     | 外圍賽出局     | 外圍賽出局     | 外圍賽出局     | 外圍賽出局     | 外圍賽出局     | 外圍賽出局     | 外圍賽出局 |
| 1998年         | 外圍賽出局     | 外圍賽出局     | 外圍賽出局     | 外圍賽出局     | 外圍賽出局     | 外圍賽出局     | 外圍賽出局     | 外圍賽出局     | 外圍賽出局 |
| 2002年         | 外圍賽出局     | 外圍賽出局     | 外圍賽出局     | 外圍賽出局     | 外圍賽出局     | 外圍賽出局     | 外圍賽出局     | 外圍賽出局     | 外圍賽出局 |
| 2006年         | 外圍賽出局     | 外圍賽出局     | 外圍賽出局     | 外圍賽出局     | 外圍賽出局     | 外圍賽出局     | 外圍賽出局     | 外圍賽出局     | 外圍賽出局 |
| 2010年         | 外圍賽出局     | 外圍賽出局     | 外圍賽出局     | 外圍賽出局     | 外圍賽出局     | 外圍賽出局     | 外圍賽出局     | 外圍賽出局     | 外圍賽出局 |
| 2014年         | 外圍賽出局     | 外圍賽出局     | 外圍賽出局     | 外圍賽出局     | 外圍賽出局     | 外圍賽出局     | 外圍賽出局     | 外圍賽出局     | 外圍賽出局 |
| 2018年         | 外圍賽出局     | 外圍賽出局     | 外圍賽出局     | 外圍賽出局     | 外圍賽出局     | 外圍賽出局     | 外圍賽出局     | 外圍賽出局     | 外圍賽出局 |
| 2022年         | 外圍賽出局     | 外圍賽出局     | 外圍賽出局     | 外圍賽出局     | 外圍賽出局     | 外圍賽出局     | 外圍賽出局     | 外圍賽出局     | 外圍賽出局 |
| 2026年         | 外圍賽出局     | 外圍賽出局     | 外圍賽出局     | 外圍賽出局     | 外圍賽出局     | 外圍賽出局     | 外圍賽出局     | 外圍賽出局     | 外圍賽出局 |
| 總結           | 1/22           |                | 3              | 0              | 1              | 2              | 2              | 6              |            |

## 亞洲盃成績
| 年份   | 最終成績   | 總排名 | 場次 | 勝 | 和* | 負 | 得球 | 失球 |
| ------ | ---------- | ------ | ---- | -- | --- | -- | ---- | ---- |
| 1956年 | 並未參加   | -      | -    | -  | -   | -  | -    | -    |
| 1960年 | 並未參加   | -      | -    | -  | -   | -  | -    | -    |
| 1964年 | 並未參加   | -      | -    | -  | -   | -  | -    | -    |
| 1968年 | 未能晉級   | -      | -    | -  | -   | -  | -    | -    |
| 1972年 | 第一圈     | 6      | 2    | 1  | 0   | 1  | 2    | 5    |
| 1976年 | 亞軍       | 2      | 4    | 3  | 0   | 1  | 6    | 3    |
| 1980年 | 冠軍       | 1      | 6    | 4  | 1   | 1  | 13   | 6    |
| 1984年 | 季軍       | 3      | 6    | 3  | 1   | 2  | 5    | 4    |
| 1988年 | 第一圈     | 7      | 4    | 0  | 3   | 1  | 2    | 3    |
| 1992年 | 未能晉級   | -      | -    | -  | -   | -  | -    | -    |
| 1996年 | 殿軍       | 4      | 6    | 2  | 1   | 3  | 9    | 6    |
| 2000年 | 八強       | 6      | 4    | 1  | 2   | 1  | 3    | 3    |
| 2004年 | 第一圈     | 10     | 3    | 1  | 0   | 2  | 3    | 7    |
| 2007年 | 未能晉級   | -      | -    | -  | -   | -  | -    | -    |
| 2011年 | 第一圈     | 14     | 3    | 0  | 0   | 3  | 1    | 7    |
| 2015年 | 第一圈     | 15     | 3    | 0  | 0   | 3  | 1    | 6    |
| 2019年 | 被禁止參賽 | -      | -    | -  | -   | -  | -    | -    |
| 2023年 | 未能晉級   | -      | -    | -  | -   | -  | -    | -    |
| 總結   | 10/18      | -      | 42   | 15 | 10  | 17 | 47   | 51   |

## 外部連結
- 科威特足球協會官方網站 （页面存档备份，存于）

1. ↑  . FIFA. 2025年4月3日  [2025年4月3日].
2. ↑  Elo rankings change compared to one year ago. . eloratings.net. 2025年6月11日  [2025年6月11日].